# Уида (корабль)

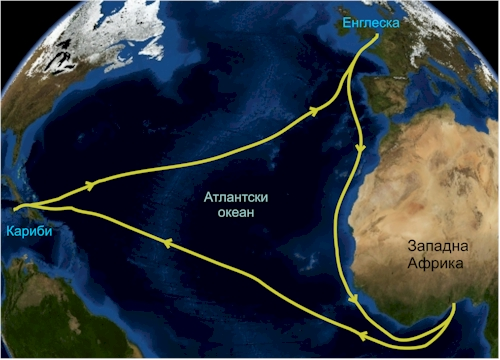
Торговый маршрут Вайды до её захвата пиратами

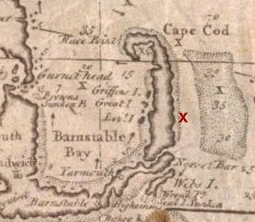
Фрагмент карты американского побережья (окрестность Кейп-Кода), точка Х — место, где затонул корабль

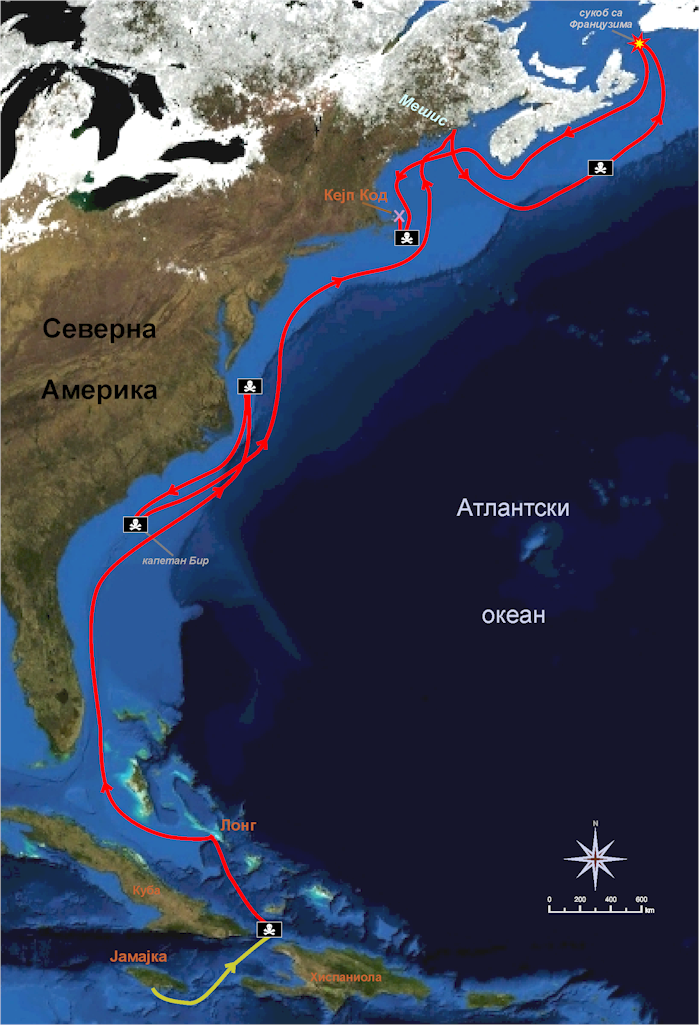
Маршрут Вайды после захвата пиратами

Уида (англ. Whydah Gally, также встречаются неправильные «Whidah» или «Whidaw») — флагманский корабль пирата Чёрного Сэма Беллами. Распространенный перевод «Вайда» или «Уайда» является неверным, так как корабль был назван в честь города Уида в Бенине — тогдашнего центра работороговли.
Корабль был спущен на воду в 1715 году в Лондоне. Использовался для перевозки рабов из Африки. Ходил по так называемому «треугольнику»: Лондон — Африка — Америка.
Он был очень быстрым для своего времени, развивая скорость около 13 узлов, чтобы не допустить гибели чернокожих, но рабы, которых он перевозил, плыли в нём три месяца.

## Захват пиратами
Капитан «Уиды» голландец Лауренс Принс (англичане называли его Лоуренсом) в 1717 прибыл на Карибы и получил золото за африканских рабов. В марте 1717  на пути в Англию "Уида" был захвачен Беллами без единого выстрела. Великодушный Сэм отдал свой корабль торговцам, а сам перебрался на «Уиду».
На судне были одни из самых огромных сокровищ за всю историю пиратства (в современном эквиваленте это 1,2 миллиарда долларов). «Уида» могла вместить до 4,5 тонн сокровищ.
Беллами довёл количество орудий до 26 (или 28), а по другим данным до 50, такой корабль мог выдержать любое нападение. Орудия имели дальнобойность около километра, однако, прицельно стрелять можно было лишь с расстояния в полукилометр.
Чёрный Сэм пиратствовал в районе от берегов Карибского моря до Флориды. Вскоре он повернул на север к своей возлюбленной, Мэри Халлет. Он попал в шторм скоростью до 70 морских узлов. «Уиду» снесло к берегу и выбросило на отмель, мачта переломилась, корабль опрокинулся, много людей было раздавлено пушками и погибло на рифах.
Из 146 людей выжили только двое. Это Томас Дэвис 23 лет, которого оправдали на суде, так как он клялся, что его заставили быть пиратом. И Джон Джулиан, которого продали обратно в рабство.
Сам же Сэм погиб, его карьера продолжалась всего лишь год.

## Находка «Уиды»
Корабль Беллами был первым найденным в 1982 году пиратским кораблём. Американский исследователь Барри Клиффорд продолжает и сейчас находить на дне много ценных артефактов.
На корабле были найдены монеты: реалы и песо (одна восьмая реала). Всего 4,5 тонн сокровищ. Более 100 тыс. артефактов найдено только лишь на поверхности. Сокровища были сломаны или разрезаны, так как они делились по весу. На оловянной тарелке был найден масонский знак.
По останкам было определено, что у Беллами не было различий даже по возрасту.
У него служил юный Джон Кинг — самый маленький пират в истории (ему было меньше 11 лет, он работал подносчиком пороха).
Был найден колокол «Уиды» — символ равенства, в знак этого он располагался не как обычно, на корме у капитана, а на носу корабля.
Найдено много катушек свинца, которые имели для пиратов большое значение.